# 義興縣 (渠州)
義興縣，唐代設置的縣。當在今四川渠縣附近。
唐武德元年置，屬渠州，武德八年，省入流江縣。